# Tlogo (Sukoharjo)
Tlogo is een bestuurslaag in het regentschap Wonosobo van de provincie Midden-Java, Indonesië. Tlogo telt 3898 inwoners (volkstelling 2010).